# Jezioro Nowowarpieńskie
Jezioro Nowowarpieńskie (niem. Neuwarper See) – jezioro (zatoka) przy południowej części Zalewu Szczecińskiego, leżące na Równinie Wkrzańskiej, należące do Polski (województwo zachodniopomorskie, gmina Nowe Warpno) i Niemiec (Meklemburgia-Pomorze Przednie, powiat Vorpommern-Greifswald).

## Charakterystyka

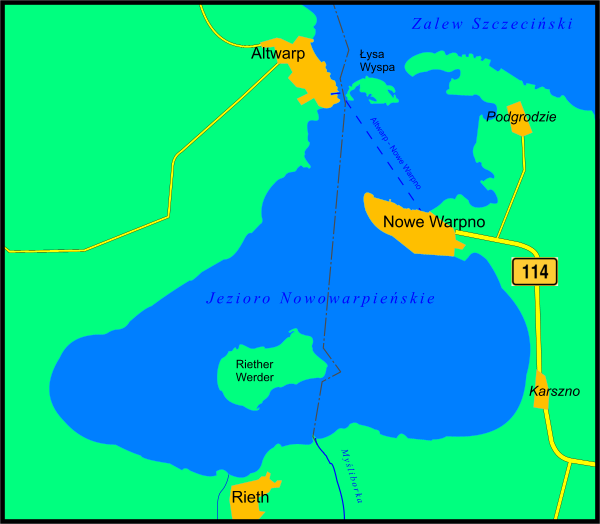
Jez. Nowowarpieńskie

Powierzchnia: 18 km² (do Polski należy 8,9 km² - 49%). Na jeziorze znajdują się dwie wyspy: Łysa Wyspa i Riether Werder. Wpływa do niego kilka cieków, największym z nich jest rzeczka Myśliborka, płynąca wzdłuż granicy.
Jezioro jest oddzielone od wód otwartego zalewu wąskimi cieśninami między Półwyspem Grodzkim (Podgrodzie) i Łysą Wyspą a miejscowością Altwarp (Stare Warpno) w Meklemburgii-Pomorzu Przednim. Po polskiej stronie w jezioro wcina się jeszcze jeden półwysep – Półwysep Nowowarpieński. Na nim położone jest zabytkowe centrum Nowego Warpna.

## Historia

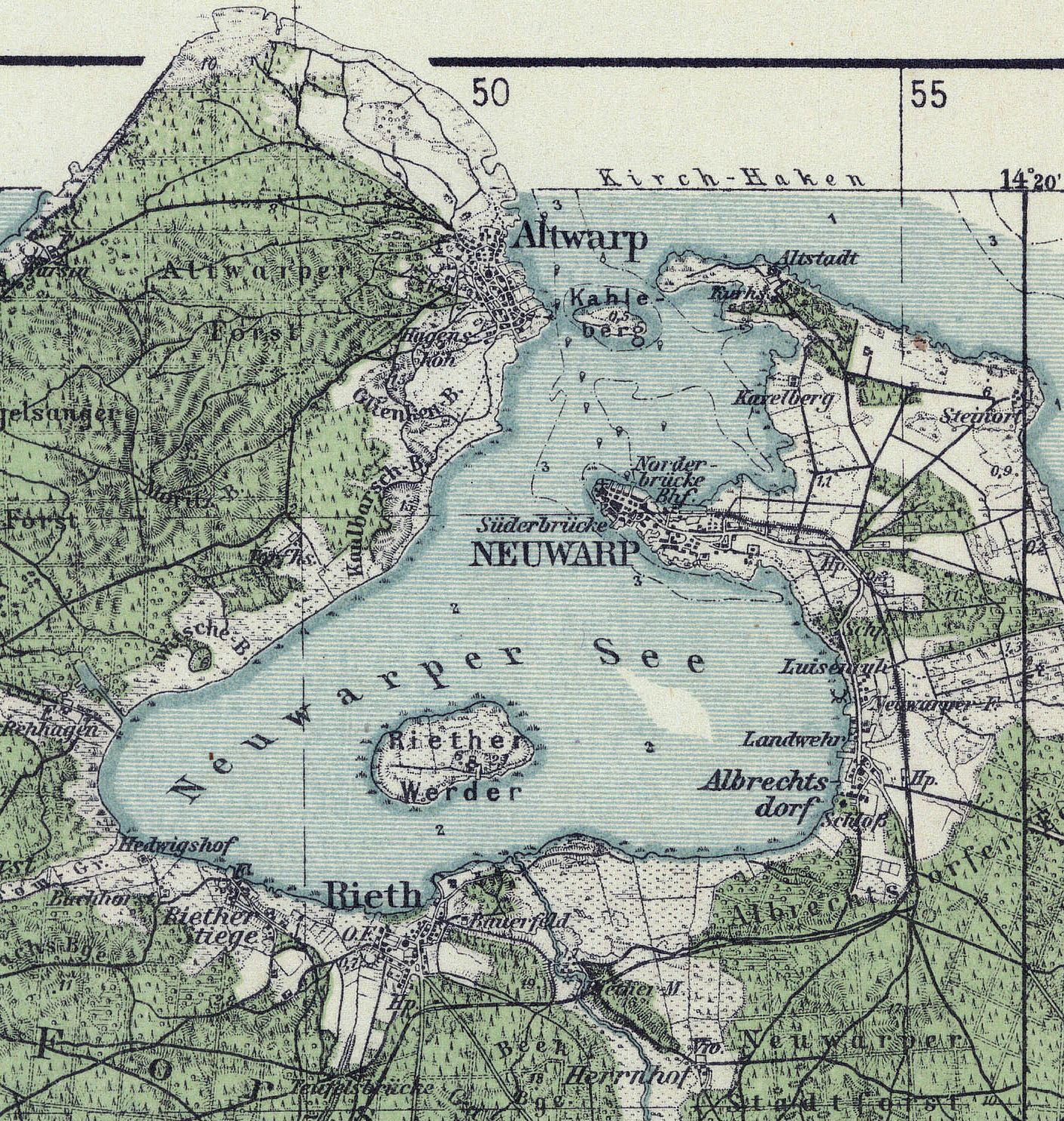
Jezioro Nowowarpieńskie ok. 1940

10 września 1759 roku na wodach nieopodal jeziora rozegrała się bitwa morska, w której flota pruska przegrała ze Szwedami (wojna siedmioletnia).
Nazwę Jezioro Nowowarpieńskie wprowadzono urzędowo w 1949 roku, zastępując poprzednią niemiecką nazwę Neuwarper See i określając je jako jezioro.

## Miejscowości nad Jeziorem Nowowarpieńskim
Polskie 
- Nowe Warpno

Podgrodzie
Karszno
 Niemieckie 
- Rieth (Ryle)
- Altwarp (Stare Warpno)